# خصوصية المشاركين في البحوث العلمية
خصوصية المشاركين في البحوث العلمية هي عبارة عن مفهوم يستخدم في أخلاقيات البحوث والذي ينص على أن الشخص المشارك في البحوث المختصة بالإنسان لديه حق الخصوصية عندما يشارك في تلك البحوث. هنا بعض الأمثلة لسيناريوهات نموذجية عندما يقوم مساح البحوث الاجتماعية بمقابلة ما مع مشارك يكون مستجيبا في ذلك البحث، أو عندما يطلب باحث التجارب السريرية عينة دم من المشارك ليرى ما إذا كانت هناك علاقة تربط بين محتوى معين في الدم بالصحة العامة لذلك المشارك. في كلتا الحالتين، النتيجة المثالية تكون أن المشاركين في البحوث لا يتم أبدا الفصح عن هوياتهم من قبل الباحثين أو يفصح عن شخصياتهم في تصاميم البحوث أو في البحوث المنشورة.
معظم الأشخاص يشاركون في البحوث لأسباب مختلفة، لأسباب شخصية مثلا، أو رغبة منهم لتحسين مستوى البحوث والتي تنعكس على منفعة مجتمعهم، أو لأسباب أخرى. العديد من مبادئ المشاركين في البحوث السريرية تحمي أولئك المشاركين، والإتفاق العالمي ينص على أن حقوق الأشخاص الراغبين في المشاركة في البحوث محمية بشكل أفضل إذا استوثق المشارك بالباحثين بعدم الفصح عن هوياتهم في نتائج البحوث.
العديد من المشاركين في البحوث عانوا من مشاكل عندما لم يتم الالتزام بحق الخصوصية بعد مشاركتهم. في بعض الأحيان لا يتم حفظ حق الخصوصية بسبب أن حماية البحث ليست كافية، وقد تكون بسبب مشكلة غير متوقعة وغير مقصودة لخلل موجود في تصميم البحث والذي أفضى في نهاية المطاف إلى انتهاك الخصوصية. خصوصية المشاركين في البحوث في العادة محمية من قبل منظمو البحث، ولكن هناك لجنة مشرفة وهي لجنة المراجعة المؤساساتية (IRB) مصممة على أن تراقب منظمو البحوث لحماية المشاركين.

## حماية المعلومات
الباحثون ينشرون بيانات جمعوها من المشاركين. ولحفظ خصوصية المشاركين، يتم معالجة البيانات بطريقة يتم فيها إزالة التعرف عليهم (De-identification). القيام بتلك الطريقة يهدف إلى نزع المعلومات الصحية المحمية والتي يمكن من خلالها ربط المشترك بمساهمته في بحث شارك فيه.

### الهجمات والإعتداءات على الخصوصية
الهجمة أو الاعتداء على الخصوصية هو استغلال معين يؤدي إلى التعرف على الشخص المشارك بناء على بيانات البحث العامة. والطريقة التي قد تؤدي إلى هذا الإستغلال تكون وفق ما جمعه الباحثون من بيانات تحتوي على معلومات سرية تؤدي إلى التعرف على المشاركين. وهذا ينتج مجموعة بيانات (dataset). قبل أن يتم إرسال البيانات لمعالجة البحث، يتم إزالة التعرف على المشاركين، وبالتالي فإن البيانات الشخصية  تزال من مجموعة البيانات. بشكل مثالي، هذا يعني أن مجموعة البيانات وحدها لا يمكن أن تستخدم للتعرف على المشاركين.
 في بعض الحالات، الباحثون ببساطة يخطئون في تقدير المعلومات التي يجب إزالة التعرف عنها في مجموعة البيانات، أو ربما ورود التوكنولوجيا الجديدة تجعل من التعرف على البيانات بسيطة. وفي حالات أخرى، البيانات المنشورة والتي تم إزالة التعرف عليها يمكن أن تحال أو تشار إلى مجموعات بيانات أخرى، وبواسطة إيجاد أقران بين مجموعات البيانات الشخصية ومجموعات البيانات الغير شخصية، هنا يمكن الفصح والكشف عن المشاركين في مجموعات البيانات الغير شخصية.

### تقليل المخاطر
الحالة المثالية من منظور البحث هي أن تتم مشاركة البيانات. بما أن الأولوية هي الحفاظ على خصوصية المشاركين، فقد تم فرض عدة أطروحات لحماية المشاركين لأهداف مختلفة. استبدال البيانات الحقيقية بأخرى مصطنعة تسمح للباحثين بعرض البيانات والتي تعطي نتيجة متكافئة ومشابهة للبيانات المأخوذة من قبل الباحثين، ولكن البيانات قد تكون غير صالحة لإعادة توظيفها في أبحاث أخرى. طرق أخرى تشمل «إضافة الضوضاء» وهذا المصطلح يعني إضافة تغييرات على القيمة العشوائية أو «مبادلة البيانات» بواسطة تبديل القيم عبر المدخلات. ويبقى هناك حل أو مدخل أخر وهو فصل المتغيرات الشخصية عن البقية في البيانات، ومن ثم تجميع المتغيرات الشخصية وإرفاقها ببقية البيانات. وقد استخدم هذا المبدأ بنجاح في إنشاء خرائط لمرضى السكري في أستراليا  و المملكة المتحدة بواسطة استخدام بيانات سرية تابعة لعيادات الطب العام.

## خصوصية البنك الحيوي
البنك الحيوي يقصد به المكان الذي يحفظ فيه العينات البشرية المستخدمة في الأبحاث، وغالبا هو المكان الذي يحفظ فيه أيضا بيانات علم الجينوم المرتبطة ببيانات النمط الظاهري و البيانات الشخصية. لعدة أسباب، أبحاث البنك الحيوي خلقت نزاعات ومنظورات وتحديات لإرضاء حقوق الطلبة المشاركين ولإحتياجات الباحثين للمصادر اللازمة لإتمام البحث.
تبقى هنالك مشكلة، وهي حتى ولو كانت هناك نسبة ضئيلة من المعلومات الجينية المتوفرة، فإنها قد تستخدم بشكل فريد للتعرف على مصدرها. عدة دراسات أشارت إلى إمكانية تحديد ما إذا كان شخص بعينه قد شارك في بحث عن طريق الإبلاغ عن البيانات المُجَمَعة.

## عواقب سلبية
عندما تُكشف شخصيات المشاركين في البحوث فإنهم قد يُواجهون بعض المشاكل والمخاوف. تشمل هذه المخاوف التمييز الجيني من شركات التأمين أو المنظمات الموظفة. المستجيبون للأبحاث في الولايات المتحدة عبروا عن رغبتهم بإبقاء بياناتهم في الأبحاث مُقيدة من تدخل وكالات فرض القانون، وأرادوا منع الصلة بين مشاركتهم في البحث والعواقب القانونية.  هناك مخاوف أخرى يستشعرها المشاركون عن الفصح عن ممارسات خاصة لا يردون البوح عنها في البحوث، ومثال ذلك التاريخ المرضي لـلأمراض المنقولة جنسيا، تعاطي المخدرات، العلاجات النفسية والإجهاض الاختياري. في حالة دراسات الجينات المختصة للعائلات، قد يترتب على الفحص الجيني الإفصاح أن الأبوة مُختلفة وليست كما كان يُعتقد. و لغير سبب محدد، قد يجد البعض أن معلوماتهم الشخصية قد تم الكشف عنها بسبب مشاركتهم في البحث، هنا قد يشعرون بأنهم خصوصيتهم قد أُخترقت وبأن النظام بأكمله مثير للإشمئزاز. 

## النزاعات بشأن الخصوصية
- جائزة نتفليكس - الباحثون أصدروا قاعدة بيانات تحتوي على سنوات الميلاد بشكل تقريبي، الرموز البريدية، وتفضيلات مشاهدة الأفلام. يقول بعض الباحثين أن معظم العامة من الناس قد ينكشفوا وتُعرف تفضيلات أفلامهم بناء على معلومات محدودة فقط. اعترض الأشخاص على أن قائمة تفضيلاتهم لمشاهدة الأفلام قد أصبحت متاحة للعامة.
- متاجرة المقهى (Tearoom Trade) - نشر باحث جامعي معلومات كشفت عن مشاركين مارسوا علاقات جنسية غير شرعية، والمشاركون لم يوافقوا على كشف هوياتهم في تلك الدراسة.

## وصلات خارجية
- سياسة الخصوصية في الحكومة الفيدرالية الأمريكية
- مبادئ في جامعة كولومبيا
- مقابلة مع لاتيانا سوييني - بودكاست والنسخة الأصلية من مجلة "Scientific American"